# Dominick Zator
Dominick Zator (Calgary, 1994. szeptember 18. –) kanadai válogatott labdarúgó, a lengyel Korona Kielce hátvéde.

## Pályafutása

### Klubcsapatokban
Zator a kanadai Calgary városában született. Az ifjúsági pályafutását a CalGlen csapatában kezdte, majd a Calgary Foothills-nél folytatta.
2019-ben mutatkozott be a Cavalry első osztályban szereplő felnőtt keretében. 2021-ben a York United szerződtette. A 2021-es szezon első felében a svéd Vasalunds csapatát erősítette kölcsönben. 2023. január 1-jén a lengyel első osztályban érdekelt Korona Kielcéhez igazolt. Először a 2023. január 29-ei, Legia Warszawa ellen 3–2-re idengenben elvesztett mérkőzésen lépett pályára. Első gólját 2023. április 15-én, a Jagiellonia Białystok ellen hazai pályán 2–1-es győzelemmel zárult találkozón szerezte meg.

### A válogatottban
Zator 2023-ban debütált a kanadai válogatottban. Először a 2023. június 27-ei, Guadeloupe ellen 2–2-es döntetlennel zárult CONCACAF-aranykupa mérkőzés 90. percében, Richie Laryea-t váltva lépett pályára.

## Statisztikák
2024. május 25. szerint.
| Klub          | Szezon   | Osztály     | Bajnokság | Bajnokság | Kupa  | Kupa | Nemzetközi | Nemzetközi | Összesen | Összesen |
| Klub          | Szezon   | Osztály     | Meccs     | Gól       | Meccs | Gól  | Meccs      | Gól        | Meccs    | Gól      |
| ------------- | -------- | ----------- | --------- | --------- | ----- | ---- | ---------- | ---------- | -------- | -------- |
| Korona Kielce | 2022–23  | Ekstraklasa | 17        | 1         | 0     | 0    | —          | —          | 17       | 1        |
| Korona Kielce | 2023–24  | Ekstraklasa | 34        | 1         | 4     | 0    | —          | —          | 38       | 1        |
| Összesen      | Összesen | Összesen    | 51        | 2         | 4     | 0    | 0          | 0          | 55       | 2        |

### A válogatottban
| Válogatott | Év       | Pályára lépés | Gól |
| ---------- | -------- | ------------- | --- |
| Kanada     | 2023     | 2             | 0   |
| Kanada     | 2024     | 1             | 0   |
| Összesen   | Összesen | 3             | 0   |